# Kramers (cráter)

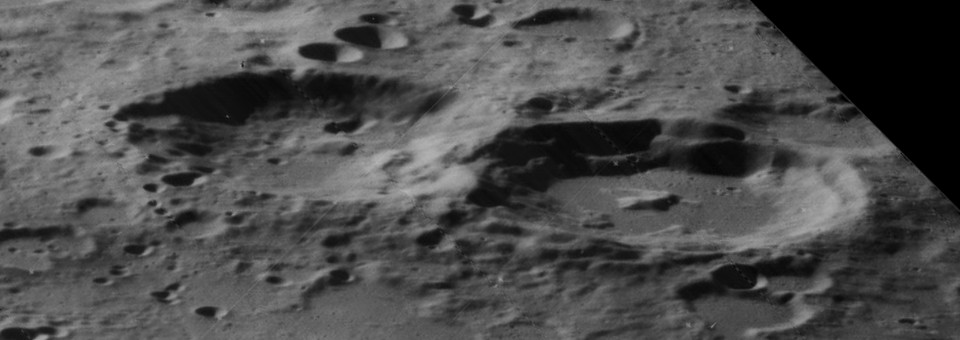
Imagen oblicua de la misión Lunar Orbiter 5. Kramers (izquierda) y Kramers C (derecha), mirando al oeste.

Kramers es un viejo cráter de impacto que se encuentra en el hemisferio norte de la cara oculta de la Luna, a cierta distancia al oeste del cráter más grande Coulomb, y al noroeste del cráter Weber más pequeño.
El borde exterior de Kramers está muy erosionado y desgastado, aunque el perímetro del cráter original puede ser fácilmente identificado. La formación de tamaño comparable (pero más reciente) Kramers C invade el borde noreste del cráter principal, formando un cráter pareado. Posee una pared interior aterrazada y un pico central en su punto medio.
Kramers se encuentra dentro de la Cuenca Coulomb-Sarton, una depresión de 530 km de ancho producto de un impacto del Período Pre-Nectárico.

## Cráteres satélite
Por convención estos elementos son identificados en los mapas lunares poniendo la letra en el lado del punto medio del cráter que está más cercano a Kramers.
|         | \| Kramers \| Coordenadas \| Diámetro \| \| ------- \| --------------------------------- \| -------- \| \| C \| 54°40′N 126°07′O / 54.66, -126.11 \| 60 km \| \| M \| 50°12′N 127°21′O / 50.2, -127.35 \| 30 km \| \| S \| 52°33′N 132°37′O / 52.55, -132.62 \| 26 km \| \| U \| 53°54′N 133°02′O / 53.9, -133.03 \| 38 km \| |          |
| Kramers | Coordenadas | Diámetro |
| C       | 54°40′N 126°07′O / 54.66, -126.11 | 60 km    |
| M       | 50°12′N 127°21′O / 50.2, -127.35 | 30 km    |
| S       | 52°33′N 132°37′O / 52.55, -132.62 | 26 km    |
| U       | 53°54′N 133°02′O / 53.9, -133.03 | 38 km    |